# Bassac, Charente

Bassac este o comună în departamentul Charente, Franța. În 1 ianuarie 2022 avea o populație de 522 de locuitori.